# Номоконово
Номоко́ново (рос. Номоконово) — село у складі Шилкинського району Забайкальського краю, Росія. Адміністративний центр Номоконовського сільського поселення.

## Населення
Населення — 489 осіб (2010; 552 у 2002).
Національний склад (станом на 2002 рік):
- росіяни — 94 %